# James Hill (režisér)
James Hill (1. srpna 1919 Eldwick, Spojené království – 7. října 1994 Londýn) byl britský filmový režisér a producent.

## Filmografie

### Kameraman
| rok  | název                       | typ          |
| ---- | --------------------------- | ------------ |
| 1947 | Aircraft Today and Tomorrow | dokumentární |

### Režisér
| rok       | název | český název                          | typ            |
| --------- | --- | ------------------------------------ | -------------- |
| 1949      | A Journey for Jeremy |                                      | krátkometrážní |
| 1952      | The Stolen Plans |                                      | film           |
| 1953      | The Clue of the Missing Ape |                                      | film           |
| 1955      | The New Explorers |                                      | dokumentární   |
| 1956      | Peril for the Guy |                                      | film           |
| 1957      | Cold Comfort | Nachlazení                           | krátkometrážní |
| 1958      | Skyhook |                                      | krátkometrážní |
| 1959      | Mystery in the Mine |                                      | film           |
| 1960      | Giuseppina |                                      | dokumentární   |
| 1961      | Lunch Hour |                                      | film           |
| 1961      | The Avengers |                                      | seriál         |
| 1961      | The Kitchen |                                      | film           |
| 1962      | The Dock Brief |                                      | film           |
| 1962      | The Saint |                                      | seriál         |
| 1963      | The Home-Made Car |                                      | krátkometrážní |
| 1963      | The Human Jungle |                                      | seriál         |
| 1964      | Every Day's a Holiday |                                      | film           |
| 1964      | Gideon's Way - The Big Fix (S1E4) | Případy komisaře Gideona             | seriál         |
| 1964      | The Golden Head |                                      | film           |
| 1965      | A Study in Terror | Studie strachu                       | film           |
| 1966      | Born Free | Volání divočiny                      | film           |
| 1967      | Die Hölle von Macao |                                      | film           |
| 1967      | Les corrompus |                                      | film           |
| 1967      | The Lions Are Free |                                      | dokumentární   |
| 1968      | Journey Into Darkness |                                      | film           |
| 1968      | Journey to the Unknown |                                      | seriál         |
| 1969      | Captain Nemo and the Underwater City | Kapitán Nemo a podmořské město       | film           |
| 1969      | Light Entertainment Killers |                                      | film (TV)      |
| 1970      | An Elephant Called Slowly | Obklíčeni slony                      | film           |
| 1970      | The Man from O.R.G.Y. |                                      | film           |
| 1971      | Black Beauty | Černý blesk                          | film           |
| 1971      | The Persuaders! - A Home of One's Own (E16) |                                      | seriál         |
| 1973      | The Belstone Fox | Belstoneská liška (Belstonský lišák) | film           |
| 1974      | London Conspiracy | Londýnské spiknutí                   | film           |
| 1975      | The Man from Nowhere |                                      | film           |
| 1976      | The New Avengers - To Catch a Rat (S01E07) - Faces (S01E09) |                                      | seriál         |
| 1979      | Dick Barton: Special Agent |                                      | seriál         |
| 1979      | Minder |                                      | seriál         |
| 1980      | The Wild and the Free | Divocí a svobodní                    | film (TV)      |
| 1979-1981 | Worzel Gummidge - Worzel's Washing Day (1979) - A Home Fit for Scarecrows (1979) - Aunt Sally (1979) - A Little Learning (1979) - Worzel Pays a Visit (1979) - The Scarecrow Hop (1979) - Worzel and Saucy Nancy (1980) - Worzel's Nephew (1980) - A Fishy Tale (1980) - The Trial of Worzel Gummidge (1980) - Very Good, Worzel (1980) - Worzel in the Limelight (1980) - Fire Drill (1980) - The Scarecrow Wedding (1980) - The Return of Dolly Clothes-Peg (1980) - The Jumbly Sale (1980) - Moving On (1980) - Dolly Clothes-Peg (1980) - A Fair Old Pullover (1980) - Worzel the Brave (1980) - Worzel's Wager (1980) - The Return of Dafthead (1980) - Captain Worzel (1980) - Choir Practice (1980) - A Cup 'O Tea and a Slice 'O Cake (1980) - Worzel in Revolt (1981) - Will the Real Aunty Sally...? (1981) - The Golden Hind (1981) - Worzel's Birthday (1981) - Muvvers' Day (1981) |                                      | seriál         |
| 1983      | Owain Glendower, Prince of Wales |                                      | film (TV)      |
| 1984      | The Young Visitors |                                      | film           |
| 1985      | C.A.T.S. Eyes |                                      | seriál         |
| 1986      | Prospects - Running All the Way: Part 1 - Running All the Way: Part 2 |                                      | seriál         |
| 1987-1989 | Worzel Gummidge Down Under - Worzel's Handicap (1987) - King of the Scarecrows (1987) - Ten Heads Are Better Than One (1987) - Worzel to the Rescue (1987) - Slave Scarecrow (1987) - The Traveller Unmasked (1987) - A Friend in Need (1987) - Stage Struck (1989) - A Red Sky In't Morning (1989) - The Beauty Contest (1989) - Weevily Swede (1989) - Dreams of Avarish (1989) - Aunt Sally, R.A. (1989) |                                      | seriál         |
| 1993      | Alaska Kid - Im Goldrausch (E01) - Lebendig begraben (E02) - Das Jungfernfeuer (E03) - Das Wunder der Liebe (E04) - Ansturm auf Squaw Creek (E05) - Kid muß hängen (E06) - König des Roulettes (E07) - Tötet Kid Bellew (E08) - Der Kampf des Jahres (E09) - Das große Rennen (E10) - Tödliches Poker (E11) - Mit vorgehaltenem Gewehr (E12) - Entscheidung im Ewigen Eis (E13) | Zlatá horečka                        | seriál         |

### Scenárista
| rok  | název                     | český název                          | typ          |
| ---- | ------------------------- | ------------------------------------ | ------------ |
| 1940 | Keeping Company           |                                      | film         |
| 1946 | The Hoodlum Saint         |                                      | film         |
| 1970 | An Elephant Called Slowly | Obklíčeni slony                      | film         |
| 1971 | The Lion at World's End   | Lev z konce světa                    | dokumentární |
| 1971 | Black Beauty              | Černý Blesk                          | film         |
| 1973 | The Belstone Fox          | Belstoneská liška (Belstonský lišák) | film         |

### Producent
| rok  | název                                                                  | český název     | typ          |
| ---- | ---------------------------------------------------------------------- | --------------- | ------------ |
| 1970 | An Elephant Called Slowly                                              | Obklíčeni slony | film         |
| 1973 | Jane Goodall and the World of Animal Behavior: The Wild Dogs of Africa |                 | dokumentární |

### Herec
| rok  | název                        | český název       | typ                 |
| ---- | ---------------------------- | ----------------- | ------------------- |
| 1971 | The Lion at World's End      | Lev z konce světa | dokumentární        |
| 1992 | Without Walls - The Avengers |                   | dokumentární seriál |
| 2000 | Avenging the Avengers        |                   | dokumentární        |